# Пленимир
Пле́нимир (болг. Пленимир) — село в Добрицькій області Болгарії. Входить до складу общини Генерал-Тошево.

## Населення
За даними перепису населення 2011 року у селі проживали 89 осіб.
Національний склад населення села:
| Національність   | Кількість осіб | Відсоток |
| ---------------- | -------------- | -------- |
| болгари          | 69             | 79,3%    |
| цигани           | 7              | 8,0%     |
| турки            | 6              | 6,9%     |
| інша             | 5              | 5,7%     |
| не визначились   | 0              | 0%       |
| Всього відповіли | 87             |          |

Розподіл населення за віком у 2011 році:
Динаміка населення: